# Бридкатт, Лиам
Лиам Роберт Бридкатт (англ. Liam Robert Bridcutt; родился 8 мая 1989 года в Рединге Англия) — шотландский футболист, игравший на позиции опорного полузащитника. Выступал в сборной Шотландии.

## Карьера
Лиам родился в Рединге, Беркшир. Прошёл через молодежную систему «Челси» и подписал профессиональный контракт летом 2007 года. 8 февраля 2008 года отправился в аренду в клуб «Йовил Таун». На следующий день сыграл дебютный игру в Лиге 1 в матче против команды «Уолсолл». Затем 27 ноября 2008 года перешел в аренду в «Уотфорд», выступающий в Чемпионшипе а уже 29 ноября 2008 года дебютировал за клуб в игре с «Донкастер Роверс».
28 августа 2010 перешёл в «Брайтон», выступавший тогда в Лиге 1. Помог «чайкам» выйти в английский Чемпионшип в сезоне 2010-11.

## Международная карьера
Благодаря родившемуся в Эдинбурге дедушке хавбек получил возможность сыграть за «тартановую армию». 26 марта 2013 года полузащитник сыграл свой первый матч за сборную Шотландии.